# GP2 Asia
GP2 Asia — моносерия автогонок с открытыми колёсами базирующийся на серии GP2, этапы проходили преимущественно в странах Ближнего Востока и восточной Азии. GP2 Asia существовала с 2008 по 2011 годы, с 2012 года руководство моносерии решило объединить GP2 Asia с основным чемпионатом GP2. Последний этап прошел в Италии на автодроме имени Энцо и Дино Феррари в Имоле, после того как этап в Бахрейне был отменен из-за беспорядков.
Серия была официально анонсирована во время уик-энда в Гран-при Монако 2007 года. Организатор серии Бруно Мишель сказал следующее: «Это очень важно что GP2 Asia поддерживает сильные и жизнеспособные связи с Формулой-1. Включение нашей серии в рамки гонок поддержки азиатских гран-при в 2008 ключевой момент в новом направлении».
Первый сезон проходил в межсезонье серии GP2, Январь-Апрель, с пятью уик-эндами по две гонки. GP2 Asia проходила совместно с новой серии Speedcar Series и этапами в Малайзии и Бахрейне в качестве гонок поддержки Формулы-1.
Чтобы продвигать в Азии моторные виды спорта, каждая команда должна была иметь в команде хотя бы одного гонщика не из Европы или Америки (Северной и Южной). Во избежание неоднозначности Турция и Россия не были включены в список «европейских» стран.
Однако, в сезоне 2008, у четырёх из 13 команд было два пилота не из Азии и они не получали призовых денег.
В 2011 году был соединен c GP2 Series.

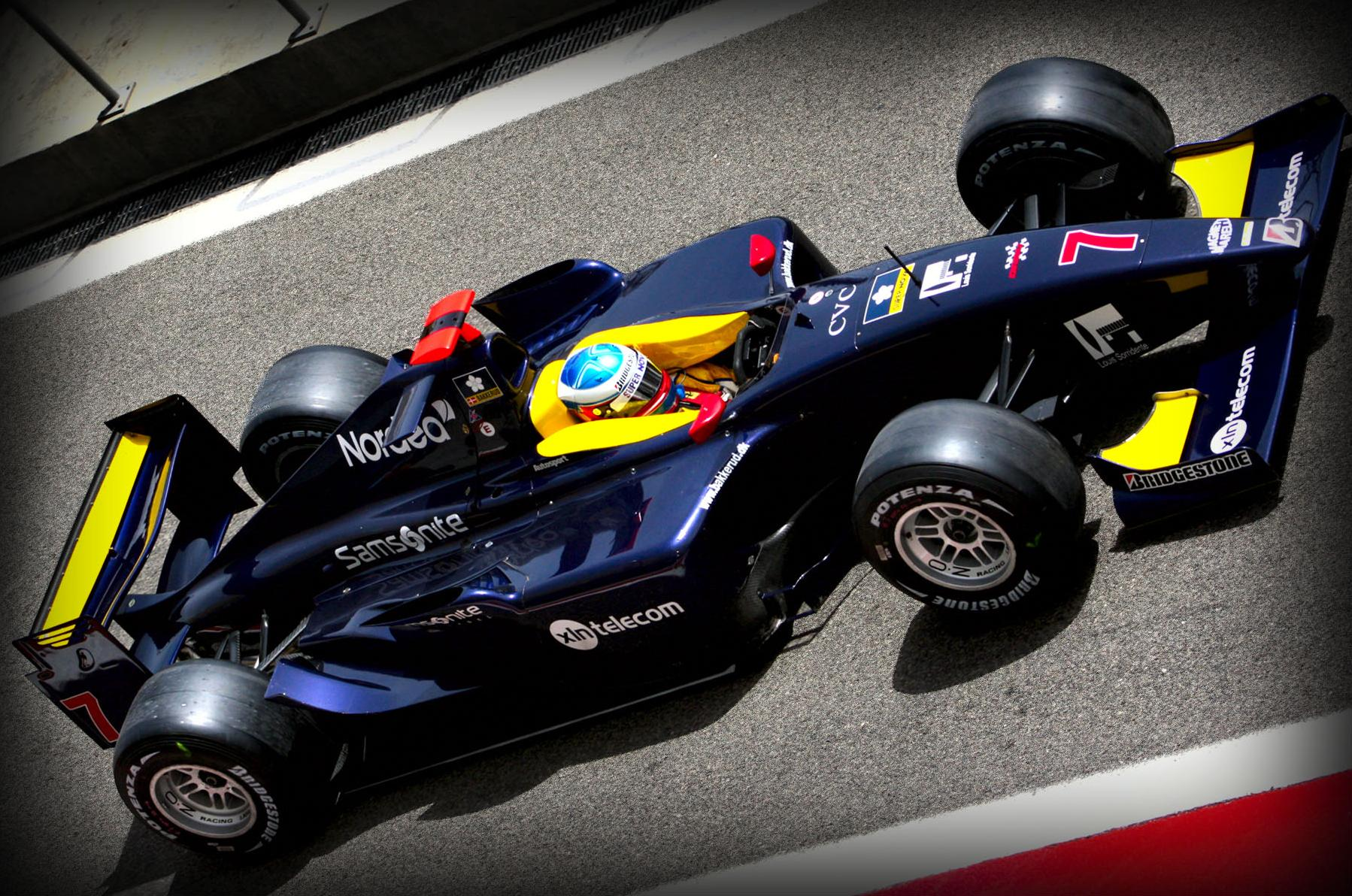
Кристиан Баккеруд за рулём болида Super Nova Racing на этапе в Бахрейне.

## Чемпионы

### Личный зачёт
| Год     | Чемпион                               | Вице-чемпион                        | Бронзовый призёр                               |
| ------- | ------------------------------------- | ----------------------------------- | ---------------------------------------------- |
| 2008    | Ромен Грожан ART Grand Prix           | Себастьен Буэми Trust Team Arden    | Виталий Петров Barwa International Campos Team |
| 2008-09 | Камуи Кобаяси DAMS                    | Жером Д'Амброзио DAMS               | Рольдан Родригес Piquet GP                     |
| 2009-10 | Давиде Вальсекки iSport International | Лука Филиппи MalaysiaQi-Meritus.com | Джакомо Риччи DPR                              |
| 2011    | Ромен Грожан DAMS                     | Жюль Бьянки Lotus ART               | Гидо ван дер Гарде Barwa Addax Team            |

### Командный зачёт
| Год     | Чемпион              | Вице-чемпион        | Бронзовый призёр                |
| ------- | -------------------- | ------------------- | ------------------------------- |
| 2008    | ART Grand Prix       | Trust Team Arden    | Barwa International Campos Team |
| 2008-09 | DAMS                 | Piquet GP           | Barwa International Campos Team |
| 2009-10 | iSport International | Arden International | DPR                             |
| 2011    | DAMS                 | Lotus ART           | Barwa Addax Team                |